# 田中英一
田中 英一（たなか えいいち 1973年 -  ）は、日本の木工家。デザイナー。注文家具工房laboratoryを設立、主宰。福岡県出身。

## 略歴
1996年
立命館大学経営学部　卒業
1996～02年
財務及び経理の専門職に従事
2002～04年
埼玉県にて木工修業
2004年3月
laboratory.co.ltd設立
2008年〜10年
白梅学園大学GP担当講師（文部科学省GP選定プロジェクト） 障がいのあるこどもを対象としたアートワークショップの実施
2009年
離乳食用木製さじ「ファーストスプーン」が第３回キッズデザイン賞を受賞
2010年
「ファーストスプーン」が 日本ＡＰＥＣ展示事業「JAPAN EXPERIENCE」 に 出品される 工房『母屋アトリエ』を新築
2011年
内装家具、遊具を企画・デザイン・制作した「グローバルキッズ荏原町保育園」が第５回キッズデザイン賞を共同受賞
2014年
内装家具を企画・デザイン・製作した ・「かなや幼稚園」が第８回キッズデザイン賞 ・グッドデザイン賞２０１４ ・子ども環境学会デザイン奨励賞 ・第３５回東北建築賞特別賞を共同受賞
2015年
離れ『むすひ』を新築
2016年
内装家具・遊具を企画・デザイン・製作した「グローバルキッズ飯田橋園・　飯田橋学童クラブ・飯田橋こども園」が第１０回キッズデザイン賞を共同受賞
2017年〜
共立女子大学　建築デザイン科 非常勤講師 色(shiki)と空(kuu) のブランド展開をスタート